# John Jeffries

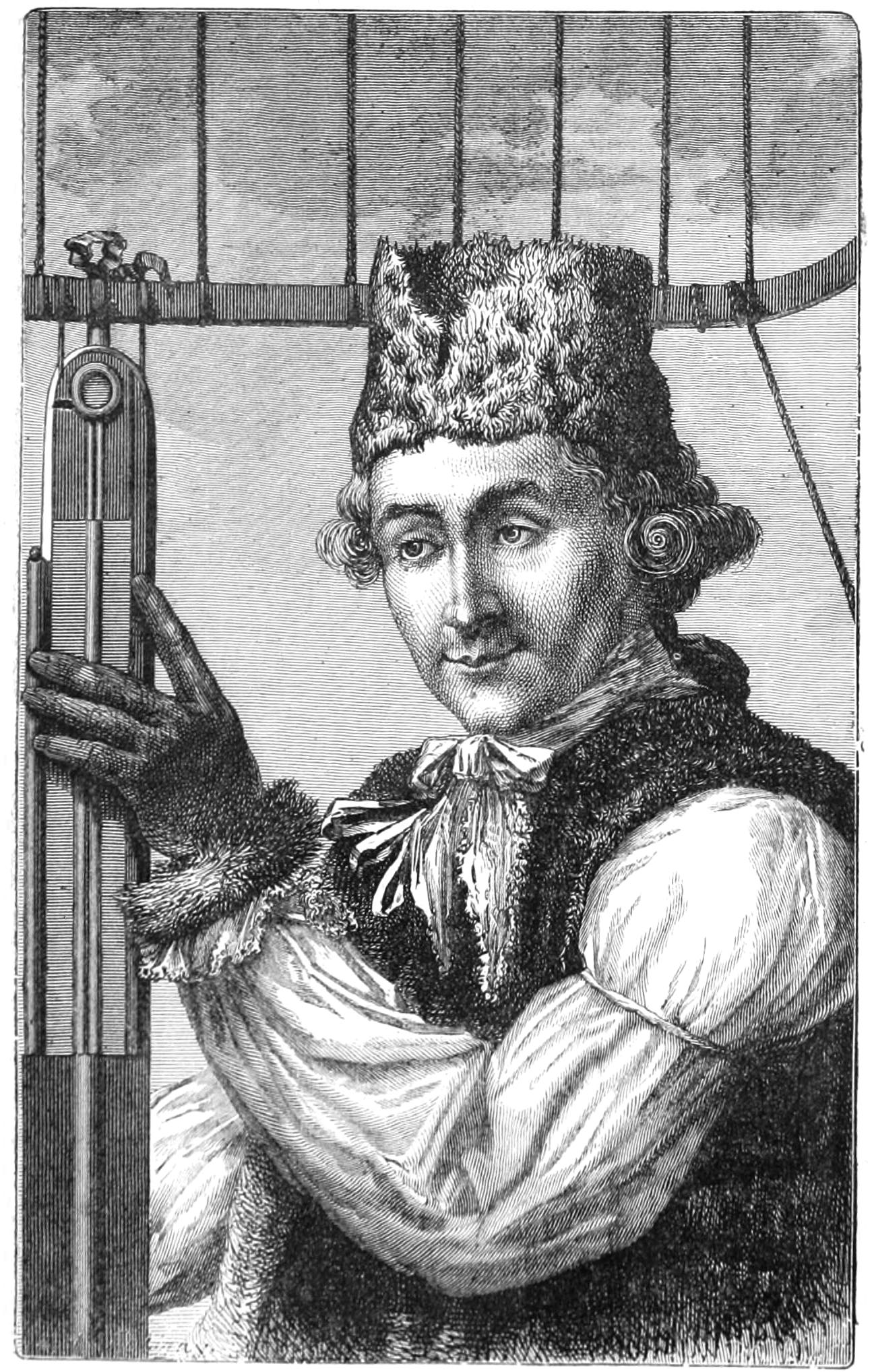
John Jeffries

John Jeffries (Boston, 5 de fevereiro de 1745 – Boston, 16 de setembro de 1819) foi um físico norte-americano. Ficou conhecido por acompanhar Jean-Pierre Blanchard no seu voo de balão, em 7 de janeiro de 1785, quando aquele atravessou o Canal da Mancha.

## Biografia
Nascido em Boston, Jeffries graduou-se na Universidade Harvard [Classe de 1763] e obteve seu diploma de médico na Universidade de Aberdeen. O Dr. Jeffries desempenhou um papel no  julgamento do Massacre de Boston como testemunha de defesa. Ele foi o cirurgião de Patrick Carr, que foi um dos americanos baleados durante o incidente.
Entre 1771 e 1774 Jeffries foi um cirurgião a bordo de um esquadrão de navios britânicos no porto de Boston e ajudou os soldados britânicos feridos em 17 de junho de 1775 na Batalha de Bunker Hill.
Jeffries é considerado um dos primeiros observadores do clima da América. Ele começou a fazer medições meteorológicas diárias em 1774 em Boston, bem como a fazer observações meteorológicas em um balão sobre Londres em 1784. O Dia Nacional do Weatherperson é comemorado em sua homenagem em 5 de fevereiro, seu aniversário. Os Arquivos e Coleções Especiais do Amherst College mantêm uma coleção de seus papéis, incluindo uma carta que ele deixou cair do balão durante seu voo histórico, considerado o mais antigo correio aéreo existente.
Ele fugiu para Halifax, Nova Escócia em 1776 e mais tarde para a Inglaterra em 1779, e foi contratado pela Coroa nessa época.
Em 1785, Jeffries e Jean-Pierre Blanchard cruzaram o Canal da Mancha em um balão, tornando-se os primeiros seres humanos a cruzar o Canal por via aérea.
Jeffries viveu na Inglaterra de 1779 a 1790. Posteriormente, ele retornou à prática privada em Boston, permanecendo lá até sua morte em 1819. Seu filho John Jeffries II (1796-1876), [Harvard] Classe de 1815, foi um cirurgião oftálmico e co-fundou a Enfermaria de Olhos e Ouvidos de Massachusetts.